# جاك براند
جاك براند (4 أبريل 1953 في ألمانيا - ) هو لاعب كرة قدم كندي في مركز حراسة المرمى، شارك في الألعاب الأولمبية الصيفية 1976. وشارك مع منتخب كندا لكرة القدم. أما مع النوادي، فقد لعب مع نيويورك كوسموس وتورونتو بليزارد وتامبا باي راوديز وSeattle Storm (soccer) ‏ وتلسا رافنكس وروتشستر لانسر ‏ وسياتل ساوندرز.

## وصلات خارجية
- جاك براند على موقع قاعدة بيانات كرة القدم.إي يو (الإنجليزية)
- جاك براند على موقع ناشيونال فوتبول تيمز (الإنجليزية)
- جاك براند على موقع عالم كرة القدم.نت (الإنجليزية)
- جاك براند على موقع اللجنة الأولمبية الدولية (الإنجليزية)
- جاك براند على موقع أوليمبيديا (الإنجليزية)
- جاك براند على موقع اللجنة الأولمبية الكندية (الإنجليزية)